# 아틸리오 데마리아
아틸리오 호세 데마리아(스페인어: Atilio José Demaría aˈtiljo xoˈse ðemaˈɾi.a[*]; 1909년 3월 19일, 부에노스 아이레스 주 부에노스 아이레스 ~ 1990년 11월 11일, 부에노스 아이레스 주 아에도)는 이탈리아에서 아틸료 데마리아(이탈리아어: Attilio Demaria atˈtiːljo demaˈriːa[*])로 철자를 바꾸어 기록되기도 한 전 이탈리아계 아르헨티나인 축구 선수로, 현역 시절 스트라이커로 활약했다. 그는 국제 무대에서 아르헨티나를 대표로 1930년 월드컵에, 이탈리아 국가대표팀 일원으로 1934년 월드컵에 참가했고, 두 대회 모두 결승전에 올랐고, 후자의 대회에서는 우승을 거두었다.

## 클럽 경력
데마리아는 부에노스 아이레스 출신이다. 그는 아르헨티나에서 축구를 시작해 1931년부터 1943년 사이에 이탈리아의 암브로시아나-인테르에서 295번의 경기에 출전해 86골을 기록했고, 1940년부터 1943년까지는 구단의 주장도 맡았다.
데마리아는 아르헨티나 무대의 힘나시아 라 플라타, 에스투디안틸 포르테뇨, 그리고 CA 인데펜디엔테에서도 몸담은 바가 있으며,  이탈리아에서는 노바라, 레냐노, 그리고 코센차에서도 활약했다.

## 국가대표팀 경력
데마리아는 1930년부터 1931년까지 아르헨티나 국가대표팀 경기에 3번 출전했고, 1930년 월드컵에 참가해 준우승을 거두었다. 그는 이후 이탈리아 국가대표팀의 일원이 되어 안방에서 열린 1934년 월드컵을 우승했고, 1933-35년 중부 유럽 선수권 대회도 석권했다. 그는 총 13번의 이탈리아 국가대표팀에 1932년부터 1940년까지 출전하며, 3골을 기록했다.

## 사생활
그의 동생 펠리스 디마리아도 프로 축구 선수였고, 그도 암브로시아나-인테르에서 1년 활약했었다. 데마리아 1호(Demaría I)로도 알려진 아틸리오와 구분하기 위해 펠리스는 데마리아 2호(Demaría II)로 불렸다. 아틸리오 데마리아는 1990년 11월 11일, 아에도에서 영면에 들었다.

## 수상
암브로시아나-인테르
- 세리에 A: 1939–40
- 코파 이탈리아: 1938–39

아르헨티나
- 월드컵 준우승: 1930

이탈리아
- 월드컵: 1934
- 중부 유럽 선수권 대회: 1933–35